# Барановский, Пётр-Богуслав
Пётр-Богуслав Барано́вский (пол. Piotr Bogusław Baranowski) — польский военачальник XVII века, предводитель военной конфедерации.

## Биография
Представитель польского шляхетского рода герба «Остоя».
Внук Яна Барановского, стольника брацлавского, королевского ротмистра, награждённого за особые заслуги и мужество в борьбе с запорожскими казаками.
Служил гусарским офицером под командованием князя Юзефа Кароля Любомирского. Прославился активным участием в войнах с Турцией. В 1696 году был подчашием брацлавским.
После смерти короля Яна III Собеского в 1696 году, когда польское коронное войско подняло бунт и стало требовать задержанного государством жалованья, Барановский во главе избравшего его своим маршалком войска ходил по всей Речи Посполитой, грабил, налагал на города контрибуцию и наживал таким образом большое состояние. В конце концов, он и его солдаты были объявлены на сейме Речи Посполитой бунтовщиками и врагами отечества.
Воспользовавшись разногласиями среди бунтовщиков, гетман Станислав Ян Яблоновский, добился заключения соглашения о признании их требований (1697) и роспуске конфедерации.
Часть войска оставила Барановского, но, несмотря на то, что он был обвинён в финансовых злоупотреблениях, и то, что целью конфедерации было ослабление влияния гетмана, Яблоновский вступил с ним в переговоры, которые окончились прощением Барановского.